# René-Pierre-Victor-Auguste Huet
René-Pierre-Victor-Auguste Huet, francoski general, * 23. maj 1881, † 19. julij 1958.